# В помощь беспризорным детям (вторая серия марок)
«В по́мощь беспризо́рным де́тям» вторая серия — многолетняя тематическая серия почтовых марок СССР с изображениями детей за работой, которая выпускалась в 1929—1930 годах (с 1 января 1929 года по 1 января 1930 года согласно каталогу почтовых марок Михель).
Это вторая в СССР многолетняя тематическая серия марок.
Все шесть задействованных каталогов показали одинаковый состав этой фиксированной серии:
- русский каталог с нумерацией ЦФА (ЦФА)[1];
- русский каталог «Стандарт-Коллекция» (SC)[2];
- американский каталог Скотт (Scott)[3];
- немецкий каталог Михель (Michel)[4];
- английский каталог Стэнли Гиббонс (SG)[5];
- французский каталог Ивер и Телье (Yvert)[6].

Здесь 4 марки, это 2-летняя серия, отношение размера серии к её длительности 2. Первый номер серии ЦФА 310, дата выпуска марки с первым номером серии 1929-1-1.
| В помощь беспризорным детям 2 (1929—1930) | В помощь беспризорным детям 2 (1929—1930) | В помощь беспризорным детям 2 (1929—1930) | В помощь беспризорным детям 2 (1929—1930) | В помощь беспризорным детям 2 (1929—1930) | В помощь беспризорным детям 2 (1929—1930) | В помощь беспризорным детям 2 (1929—1930) | В помощь беспризорным детям 2 (1929—1930) | В помощь беспризорным детям 2 (1929—1930) | В помощь беспризорным детям 2 (1929—1930) | В помощь беспризорным детям 2 (1929—1930) |
| №                                         | Дата                                      | ЦФА                                       | SC                                        | Scott                                     | Michel                                    | SG                                        | Yvert                                     | Ном.                                      | Кр.опис‑е                                 | Изобр-е                                   |
| ----------------------------------------- | ----------------------------------------- | ----------------------------------------- | ----------------------------------------- | ----------------------------------------- | ----------------------------------------- | ----------------------------------------- | ----------------------------------------- | ----------------------------------------- | ----------------------------------------- | ----------------------------------------- |
| 1                                         | 1929-1-1Mi                                | 310                                       | 224                                       | B54                                       | 361                                       | 536                                       | 419                                       | 10к+2к                                    | Производственные мастерские               |                                           |
| 2                                         | 1929-1-1Mi                                | 311                                       | 225                                       | B56                                       | 362                                       | 537                                       | 448                                       | 20к+2к                                    | Полевые работы                            |                                           |
| 3                                         | 1930-1-1Mi                                | 351                                       | 249                                       | B55                                       | 383                                       | 567                                       | 449                                       | 10к+2к                                    | Производственные мастерские               |                                           |
| 4                                         | 1930-1-1Mi                                | 352                                       | 250                                       | B57                                       | 384                                       | 568                                       |                                           | 20к+2к                                    | Полевые работы                            |                                           |